# Filmografia D.W. Griffitha
Filmografia D.W. Griffitha, jako reżysera, producenta, scenarzysty i aktora.

## Reżyser
- Footlight Varieties (1951)
- Flicker Flashbacks No. 1 (1947)
- The Struggle (1931)
- Abraham Lincoln (1930)
- Lady of the Pavements (1929)
- The Battle of the Sexes (1928)
- Drums of Love (1928)
- Topsy and Eva (1927/I, nie wymieniony w napisach)
- The Sorrows of Satan (1926)
- That Royle Girl (1925)
- Sally of the Sawdust (1925)
- Isn't Life Wonderful (1924)
- America (1924)
- The White Rose (1923)
- Mammy's Boy (1923)
- One Exciting Night (1922)
- Orphans of the Storm (1921)
- Dream Street (1921)
- Męczennica miłości (Way Down East) (1920)
- The Love Flower (1920)
- Remodeling Her Husband (1920) (nie wymieniony w napisach)
- The Idol Dancer (1920)
- The Greatest Question (1919)
- Scarlet Days (1919)
- The Mother and the Law (1919)
- The Fall of Babylon (1919)
- True Heart Susie (1919)
- Złamana lilia (Broken Blossoms or The Yellow Man and the Girl) (1919)
- The Girl Who Stayed at Home (1919)
- A Romance of Happy Valley (1919)
- The World of Columbus (1919)
- The Greatest Thing in Life (1918)
- Lillian Gish in a Liberty Loan Appeal (1918)
- The Great Love (1918)
- Hearts of the World (1918)
- A Liberty Bond Appeal (1918) (nie potwierdzono)
- Nietolerancja (Intolerance: Love’s Struggle Throughout the Ages) (1916)
- A Day with Governor Whitman (1916)
- Narodziny narodu (The Birth of a Nation) (1915)
- The Avenging Conscience: or 'Thou Shalt Not Kill' (1914)
- The Escape (1914)
- Home, Sweet Home (1914)
- Brute Force (1914)
- The Battle of the Sexes (1914)
- Judith of Bethulia (1914)
- Waifs (1914) (nie potwierdzono)
- The Conscience of Hassan Bey (1913)
- The Battle at Elderbush Gulch (1913)
- Madonna of the Storm (1913) (nie potwierdzono)
- The Adopted Brother (1913) (nie potwierdzono)
- Two Men of the Desert (1913)
- The Coming of Angelo (1913)
- The Mistake (1913)
- The Enemy's Baby (1913) (nie potwierdzono)
- The Reformers; or, The Lost Art of Minding One's Business (1913)
- The Sorrowful Shore (1913)
- Her Mother’s Oath (1913)
- The Mothering Heart (1913)
- Death’s Marathon (1913)
- A Timely Interception (1913)
- The Ranchero's Revenge (1913)
- His Mother’s Son (1913)
- Just Gold (1913)
- The Yaqui Cur (1913)
- The House of Darkness (1913)
- The Stolen Loaf (1913) (nie potwierdzono)
- The Wanderer (1913/II)
- If We Only Knew (1913) (nie potwierdzono)
- The Lady and the Mouse (1913)
- The Left-Handed Man (1913)
- A Misunderstood Boy (1913)
- The Little Tease (1913)
- The Perfidy of Mary (1913)
- The Hero of Little Italy (1913)
- The Sheriff's Baby (1913)
- A Welcome Intruder (1913)
- Fate (1913/I)
- Near to Earth (1913)
- The Unwelcome Guest (1913)
- A Girl’s Stratagem (1913) (nie potwierdzono)
- Broken Ways (1913)
- Love in an Apartment Hotel (1913)
- The Massacre (1913)
- A Chance Deception (1913)
- Drink's Lure (1913)
- Oil and Water (1913)
- Brothers (1913)
- A Misappropriated Turkey (1913)
- The Tender Hearted Boy (1913) (nie potwierdzono)
- An Adventure in the Autumn Woods (1913)
- The Telephone Girl and the Lady (1913)
- Three Friends (1913)
- Mother Love (1913)
- The God Within (1912)
- A Cry for Help (1912)
- The Burglar's Dilemma (1912)
- My Hero (1912)
- The New York Hat (1912)
- Brutality (1912)
- The Informer (1912)
- My Baby (1912) (nie potwierdzono)
- Gold and Glitter (1912) (nie potwierdzono)
- Heredity (1912)
- The Musketeers of Pig Alley (1912)
- The Painted Lady (1912)
- The One She Loved (1912)
- In the Aisles of the Wild (1912)
- The Chief's Blanket (1912)
- A Feud in the Kentucky Hills (1912)
- So Near, Yet So Far (1912)
- Friends (1912)
- Two Daughters of Eve (1912)
- Blind Love (1912)
- An Unseen Enemy (1912)
- In the North Woods (1912)
- A Pueblo Legend (1912)
- A Pueblo Romance (1912)
- A Change of Spirit (1912)
- The Inner Circle (1912)
- A Child's Remorse (1912)
- The Narrow Road (1912)
- Black Sheep (1912)
- The Sands of Dee (1912)
- Heaven Avenges (1912) (nie potwierdzono)
- Man’s Genesis (1912)
- An Indian Summer (1912) (nie potwierdzono)
- Man’s Lust for Gold (1912)
- The School Teacher and the Waif (1912)
- The Spirit Awakened (1912)
- Lena and the Geese (1912)
- A Temporary Truce (1912)
- Home Folks (1912)
- An Outcast Among Outcasts (1912)
- A Beast at Bay (1912)
- When Kings Were the Law (1912)
- His Lesson (1912)
- A Lodging for the Night (1912)
- The Old Actor (1912)
- The Lesser Evil (1912)
- One Is Business, the Other Crime (1912)
- Just Like a Woman (1912)
- The Female of the Species (1912)
- Fate's Interception (1912)
- The Punishment (1912)
- The Goddess of Sagebrush Gulch (1912)
- The Root of Evil (1912)
- Iola's Promise (1912)
- The Girl and Her Trust (1912)
- A String of Pearls (1912)
- A Siren of Impulse (1912)
- The Sunbeam (1912)
- Under Burning Skies (1912)
- The Mender of Nets (1912)
- Billy’s Stratagem (1912)
- A Sister's Love (1912)
- The Transformation of Mike (1912)
- A Blot on the 'Scutcheon (1912)
- For His Son (1912)
- The Old Bookkeeper (1912)
- The Eternal Mother (1912)
- A Tale of the Wilderness (1912)
- The Baby and the Stork (1912) (nie potwierdzono)
- Grannie (1912)
- The Voice of the Child (1911)
- A Terrible Discovery (1911)
- As in a Looking Glass (1911/I)
- Saved from Himself (1911)
- The Failure (1911)
- A Woman Scorned (1911)
- Sunshine Through the Dark (1911)
- The Miser's Heart (1911)
- Through Darkened Vales (1911)
- The Trail of Books (1911)
- The Battle (1911)
- Love in the Hills (1911/I)
- The Long Road (1911)
- The Adventures of Billy (1911)
- The Unveiling (1911)
- Italian Blood (1911)
- The Making of a Man (1911)
- Her Awakening (1911)
- The Revenue Man and the Girl (1911)
- Dan the Dandy (1911)
- The Squaw's Love (1911)
- The Old Confectioner's Mistake (1911)
- The Stuff Heroes Are Made Of (1911) (nie potwierdzono)
- Swords and Hearts (1911)
- The Rose of Kentucky (1911)
- The Blind Princess and the Poet (1911)
- The Sorrowful Example (1911)
- The Ruling Passion (1911)
- Out from the Shadow (1911)
- The Last Drop of Water (1911)
- A Country Cupid (1911)
- The Indian Brothers (1911)
- Bobby, the Coward (1911)
- The Jealous Husband (1911) (nie potwierdzono)
- The Thief and the Girl (1911)
- Fighting Blood (1911)
- Her Sacrifice (1911)
- The Primal Call (1911)
- Enoch Arden: Part II (1911)
- Enoch Arden: Part I (1911)
- The Smile of a Child (1911)
- A Romany Tragedy (1911)
- The White Rose of the Wilds (1911)
- The Crooked Road (1911) (nie potwierdzono)
- The New Dress (1911)
- In the Days of ’49 (1911)
- The Two Sides (1911)
- How She Triumphed (1911)
- His Mother’s Scarf (1911)
- A Knight of the Road (1911)
- Madame Rex (1911)
- Paradise Lost (1911)
- The Chief's Daughter (1911/I)
- The Broken Cross (1911)
- The Spanish Gypsy (1911)
- The Lonedale Operator (1911) (nie potwierdzono)
- Teaching Dad to Like Her (1911) (nie potwierdzono)
- Was He a Coward? (1911)
- Conscience (1911)
- A Decree of Destiny (1911)
- The Heart of a Savage (1911)
- The Lily of the Tenements (1911)
- His Daughter (1911)
- The Diamond Star (1911)
- Fisher Folks (1911)
- Co zrobić z naszymi staruszkami? (What Shall We Do with Our Old?) (1911)
- Heart Beats of Long Ago (1911)
- Three Sisters (1911)
- A Wreath of Orange Blossoms (1911) (nie potwierdzono)
- The Poor Sick Men (1911) (nie potwierdzono)
- Fate's Turning (1911)
- His Trust Fulfilled (1911)
- His Trust (1911)
- The Italian Barber (1911)
- When a Man Loves (1911)
- The Two Paths (1911)
- Flaming Arrows (1911)
- Winning Back His Love (1910)
- White Roses (1910) (nie potwierdzono)
- The Lesson (1910)
- His Sister-In-Law (1910)
- The Golden Supper (1910)
- A Child's Stratagem (1910)
- A Plain Song (1910)
- His New Lid (1910)
- The Song of the Wildwood Flute (1910)
- Sunshine Sue (1910)
- Simple Charity (1910)
- The Fugitive (1910)
- Waiter No. 5 (1910)
- Two Little Waifs (1910)
- The Message of the Violin (1910)
- The Banker's Daughters (1910)
- The Broken Doll (1910)
- That Chink at Golden Gulch (1910)
- The Iconoclast (1910)
- Examination Day at School (1910)
- Rose O’Salem Town (1910)
- The Oath and the Man (1910)
- A Summer Tragedy (1910)
- In Life's Cycle (1910)
- A Mohawk's Way (1910)
- Little Angels of Luck (1910)
- A Summer Idyll (1910)
- The Affair of an Egg (1910)
- The Modern Prodigal (1910)
- Wilful Peggy (1910)
- The Sorrows of the Unfaithful (1910)
- An Old Story with a New Ending (1910)
- The Usurer (1910)
- A Salutary Lesson (1910)
- The House with Closed Shutters (1910)
- Her Father's Pride (1910)
- An Arcadian Maid (1910)
- Unexpected Help (1910)
- The Call to Arms (1910)
- As the Bells Rang Out! (1910)
- Serious Sixteen (1910)
- A Flash of Light (1910)
- A Child's Faith (1910)
- What the Daisy Said (1910) (nie potwierdzono)
- A Midnight Cupid (1910)
- Muggsy's First Sweetheart (1910)
- A Child's Impulse (1910)
- The Marked Time-Table (1910)
- May and December (1910)
- Never Again (1910/I)
- The Face at the Window (1910)
- In the Border States (1910)
- A Victim of Jealousy (1910)
- A Child of the Ghetto (1910)
- The Purgation (1910)
- In the Season of Buds (1910)
- The Impalement (1910)
- A Knot in the Plot (1910) (nie potwierdzono)
- Ramona (1910)
- An Affair of Hearts (1910) (nie potwierdzono)
- Over Silent Paths (1910)
- Love Among the Roses (1910)
- Nieubłagane morze (The Unchanging Sea) (1910)
- The Gold Seekers (1910)
- Up a Tree (1910)
- The Way of the World (1910)
- The Tenderfoot's Triumph (1910)
- Thou Shalt Not (1910)
- A Romance of the Western Hills (1910)
- A Rich Revenge (1910)
- As It Is in Life (1910)
- The Two Brothers (1910)
- His Last Dollar (1910) (nie potwierdzono)
- The Smoker (1910)
- Gold Is Not All (1910)
- The Twisted Trail (1910)
- Faithful (1910)
- The Converts (1910)
- The Man (1910)
- In Old California (1910)
- The Thread of Destiny (1910)
- The Newlyweds (1910)
- The Final Settlement (1910)
- Taming a Husband (1910)
- His Last Burglary (1910)
- The Englishman and the Girl (1910)
- One Night and Then (1910)
- The Duke's Plan (1910)
- The Course of True Love (1910) (nie potwierdzono)
- The Woman from Mellon's (1910)
- The Cloister's Touch (1910)
- The Last Deal (1910)
- The Honor of His Family (1910)
- The Call (1910)
- On the Reef (1910)
- Her Terrible Ordeal (1910)
- The Dancing Girl of Butte (1910)
- The Rocky Road (1910)
- Choosing a Husband (1909)
- The Day After (1909)
- To Save Her Soul (1909)
- In Little Italy (1909)
- A Trap for Santa Claus (1909) (nie potwierdzono)
- In a Hempen Bag (1909)
- The Test (1909)
- A Corner in Wheat (1909)
- The Red Man’s View (1909)
- Through the Breakers (1909)
- The Death Disc: A Story of the Cromwellian Period (1909)
- In the Window Recess (1909)
- The Trick That Failed (1909)
- The Mountaineer's Honor (1909)
- The Open Gate (1909)
- A Midnight Adventure (1909)
- A Sweet Revenge (1909)
- Two Women and a Man (1909)
- The Light That Came (1909)
- The Restoration (1909)
- Nursing a Viper (1909)
- The Gibson Goddess (1909)
- What's Your Hurry? (1909)
- Lines of White on a Sullen Sea (1909)
- In the Watches of the Night (1909)
- The Expiation (1909)
- His Lost Love (1909)
- A Change of Heart (1909)
- The Little Teacher (1909)
- Fools of Fate (1909)
- Pippa Passes; or, The Song of Conscience (1909)
- The Awakening (1909)
- Wanted, a Child (1909)
- Leather Stocking (1909)
- A Fair Exchange (1909)
- In Old Kentucky (1909)
- The Broken Locket (1909)
- The Children’s Friend (1909)
- Getting Even (1909)
- Comata, the Sioux (1909)
- The Hessian Renegades (1909)
- The Little Darling (1909)
- The Sealed Room (1909)
- The Mills of the Gods (1909)
- Pranks (1909)
- Oh, Uncle! (1909)
- The Seventh Day (1909)
- The Indian Runner's Romance (1909)
- His Wife’s Visitor (1909)
- Mrs. Jones' Lover; or, 'I Want My Hat' (1909)
- With Her Card (1909)
- The Better Way (1909)
- Mr. Jones' Burglar (1909)
- They Would Elope (1909)
- The Mended Lute (1909)
- A Strange Meeting (1909)
- The Slave (1909)
- A Convict's Sacrifice (1909)
- Jealousy and the Man (1909)
- Sweet and Twenty (1909)
- The Renunciation (1909)
- The Friend of the Family (1909)
- Tender Hearts (1909)
- The Cardinal's Conspiracy (1909)
- Wiejski lekarz (The Country Doctor) (1909) (nie potwierdzono)
- The Message (1909)
- The Necklace (1909)
- The Way of Man (1909)
- The Mexican Sweethearts (1909)
- The Peachbasket Hat (1909)
- Was Justice Served? (1909)
- The Faded Lilies (1909)
- Her First Biscuits (1909)
- The Son's Return (1909)
- The Lonely Villa (1909)
- A New Trick (1909)
- The Violin Maker of Cremona (1909)
- What Drink Did (1909)
- Eradicating Aunty (1909)
- His Duty (1909)
- The Cricket on the Hearth (1909)
- Eloping with Auntie (1909)
- Two Memories (1909)
- Resurrection (1909/I)
- The Jilt (1909)
- A Baby's Shoe (1909)
- The French Duel (1909)
- Jones and the Lady Book Agent (1909)
- The Note in the Shoe (1909)
- One Busy Hour (1909)
- The Eavesdropper (1909)
- The Suicide Club (1909)
- Tis an Ill Wind That Blows No Good (1909)
- Lucky Jim (1909)
- Twin Brothers (1909)
- The Drive for a Life (1909)
- Lady Helen's Escapade (1909)
- A Troublesome Satchel (1909)
- Confidence (1909)
- A Sound Sleeper (1909)
- The Winning Coat (1909)
- A Rude Hostess (1909)
- Schneider's Anti-Noise Crusade (1909)
- The Road to the Heart (1909)
- Trying to Get Arrested (1909)
- A Drunkard's Reformation (1909)
- Jones and His New Neighbors (1909)
- The Medicine Bottle (1909)
- A Burglar's Mistake (1909)
- And a Little Child Shall Lead Them (1909)
- The Deception (1909)
- The Voice of the Violin (1909)
- I Did It (1909)
- The Lure of the Gown (1909)
- The Salvation Army Lass (1909)
- The Roue's Heart (1909)
- The Wooden Leg (1909)
- A Fool's Revenge (1909)
- His Wife’s Mother (1909)
- The Prussian Spy (1909)
- At the Altar (1909)
- The Golden Louis (1909)
- The Politician's Love Story (1909)
- The Hindoo Dagger (1909)
- The Joneses Have Amateur Theatricals (1909)
- The Curtain Pole (1909)
- His Ward's Love (1909)
- Tragic Love (1909)
- Edgar Allan Poe (1909)
- A Wreath in Time (1909)
- The Brahma Diamond (1909)
- The Girls and Daddy (1909)
- The Cord of Life (1909)
- Te okropne kapelusze (Those Awful Hats) (1909)
- The Welcome Burglar (1909)
- The Fascinating Mrs. Francis (1909)
- Mr. Jones Has a Card Party (1909)
- The Criminal Hypnotist (1909)
- Those Boys! (1909)
- A Rural Elopement (1909)
- The Sacrifice (1909)
- The Honor of Thieves (1909)
- Love Finds a Way (1909)
- Mrs. Jones Entertains (1909)
- The Maniac Cook (1909)
- Bill Sharkey's Last Game (1909)
- The Heart of an Outlaw (1909)
- Mamma (1909)
- One Touch of Nature (1909)
- The Helping Hand (1908)
- Mr. Jones at the Ball (1908)
- The Christmas Burglars (1908)
- An Awful Moment (1908)
- The Test of Friendship (1908)
- The Reckoning (1908)
- The Feud and the Turkey (1908)
- The Valet's Wife (1908)
- Money Mad (1908)
- The Clubman and the Tramp (1908)
- A Woman's Way (1908)
- The Ingrate (1908)
- The Song of the Shirt (1908)
- The Guerrilla (1908)
- The Taming of the Shrew (1908)
- The Pirate's Gold (1908)
- After Many Years (1908)
- Concealing a Burglar (1908)
- The Call of the Wild (1908)
- Romance of a Jewess (1908)
- The Planter's Wife (1908)
- The Vaquero's Vow (1908)
- Ingomar, the Barbarian (1908)
- Father Gets in the Game (1908)
- The Zulu's Heart (1908)
- The Devil (1908)
- The Stolen Jewels (1908)
- A Smoked Husband (1908)
- Where the Breakers Roar (1908)
- The Heart of O’Yama (1908)
- The Red Girl (1908)
- Behind the Scenes (1908)
- The Girl and the Outlaw (1908)
- Monday Morning in a Coney Island Police Court (1908) (nie potwierdzono)
- Betrayed by a Handprint (1908)
- For a Wife’s Honor (1908)
- Balked at the Altar (1908)
- For Love of Gold (1908)
- The Fatal Hour (1908)
- The Man and the Woman (1908)
- The Greaser's Gauntlet (1908)
- A Calamitous Elopement (1908)
- The Bandit's Waterloo (1908)
- Deceived Slumming Party (1908)
- The Red Man and the Child (1908)
- The Black Viper (1908)
- The Tavern Keeper's Daughter (1908)
- The Fight for Freedom (1908)
- Przygody Dollie (The Adventures of Dollie) (1908)

## Producent
- The Struggle (1931)
- Abraham Lincoln (1930)
- The Battle of the Sexes (1928)
- Drums of Love (1928)
- Sally of the Sawdust (1925)
- Isn't Life Wonderful (1924)
- America (1924)
- The White Rose (1923)
- One Exciting Night (1922)
- Orphans of the Storm (1921)
- Dream Street (1921)
- Męczennica miłości (Way Down East) (1920)
- The Love Flower (1920)
- Romance (1920)
- The Greatest Question (1919)
- Scarlet Days (1919)
- The Mother and the Law (1919)
- The Fall of Babylon (1919)
- True Heart Susie (1919)
- Złamana lilia (Broken Blossoms or The Yellow Man and the Girl) (1919)
- The Girl Who Stayed at Home (1919)
- A Romance of Happy Valley (1919)
- The World of Columbus (1919)
- The Greatest Thing in Life (1918)
- Lillian Gish in a Liberty Loan Appeal (1918)
- The Great Love (1918)
- Hearts of the World (1918)
- The Mainspring (1916)
- Fifty-Fifty (1916/I)
- The Social Secretary (1916)
- Nietolerancja (Intolerance: Love’s Struggle Throughout the Ages) (1916)
- The Half-Breed (1916)
- Macbeth (1916)
- Susan Rocks the Boat (1916)
- The Flying Torpedo (1916)
- A Day with Governor Whitman (1916)
- Old Heidelberg (1915)
- The Lily and the Rose (1915)
- Ghosts (1915/I)
- Narodziny narodu (The Birth of a Nation) (1915)
- The Avenging Conscience: or 'Thou Shalt Not Kill' (1914)
- The Life of General Villa (1914)
- The Dishonored Medal (1914)
- The Floor Above (1914)
- The Great Leap: Until Death Do Us Part (1914)
- Brute Force (1914) (producer)
- The Gangsters of New York (1914)
- Lena and the Geese (1912)
- The Goddess of Sagebrush Gulch (1912)
- The Last Drop of Water (1911)
- Fighting Blood (1911)
- The Lonedale Operator (1911)
- Flaming Arrows (1911)
- All on Account of the Milk (1910)
- Leather Stocking (1909)
- Deceived Slumming Party (1908)

## Scenarzysta
- Footlight Varieties (1951)
- The Struggle (1931)
- Isn't Life Wonderful (1924)
- The White Rose (1923) (pod pseud. Irene Sinclair)
- Mammy's Boy (1923)
- One Exciting Night (1922) (pod pseud. Irene Sinclair, story)
- Orphans of the Storm (1921) (pod pseud. Gaston de Tolignac)
- Dream Street (1921) (pod pseud. Roy Sinclair)
- Męczennica miłości (Way Down East)(1920) (nie wymieniony w napisach)
- The Love Flower (1920)
- The Mother and the Law (1919)
- The Fall of Babylon (1919)
- Złamana lilia (Broken Blossoms or The Yellow Man and the Girl) (1919)
- The Girl Who Stayed at Home (1919)
- A Romance of Happy Valley (1919) (pod pseud. Captain Victor Marier)
- The Greatest Thing in Life (1918) (pod pseud. Captain Victor Marier)
- Lillian Gish in a Liberty Loan Appeal (1918)
- The Hun Within (1918) (pod pseud. Granville Warwick)
- The Great Love (1918) (pod pseud. Captain Victor Marier)
- Hearts of the World (1918)
- Diane of the Follies (1916) (pod pseud. Granville Warwick)
- The Marriage of Molly-O (1916) (pod pseud. Granville Warwick)
- Nietolerancja (Intolerance: Love’s Struggle Throughout the Ages) (1916)
- An Innocent Magdalene (1916) (pod pseud. Granville Warwick)
- The Mystery of the Leaping Fish (1916) (pod pseud. Granville Warwick)
- Hoodoo Ann (1916) (pod pseud. Granville Warwick)
- The Flying Torpedo (1916)
- Daphne and the Pirate (1916) (pod pseud. Granville Warwick)
- The Missing Links (1916) (pod pseud. Granville Warwick)
- Let Katie Do It (1916) (pod pseud. Granville Warwick)
- The Wood Nymph (1916) (pod pseud. Granville Hicks)
- The Lily and the Rose (1915) (pod pseud. Granville Warwick)
- The Lamb (1915) (pod pseud. Granville Warwick)
- Enoch Arden (1915)
- Narodziny narodu (The Birth of a Nation) (1915)
- The Avenging Conscience: or 'Thou Shalt Not Kill' (1914)
- The Escape (1914) (nie wymieniony w napisach)
- Home, Sweet Home (1914)
- Judith of Bethulia (1914)
- The Battle at Elderbush Gulch (1913)
- Two Men of the Desert (1913)
- Her Mother’s Oath (1913)
- Just Gold (1913)
- The Wanderer (1913/II)
- The Lady and the Mouse (1913)
- The Little Tease (1913)
- The Massacre (1913)
- My Hero (1912)
- Brutality (1912)
- The Musketeers of Pig Alley (1912)
- The Painted Lady (1912)
- A Feud in the Kentucky Hills (1912)
- Friends (1912)
- A Pueblo Legend (1912)
- A Change of Spirit (1912)
- Man’s Genesis (1912)
- The Eternal Mother (1912)
- Never Again (1910/I)
- Ramona (1910)
- The Thread of Destiny (1910)
- The Newlyweds (1910)
- The Englishman and the Girl (1910)
- One Night and Then (1910)
- The Duke's Plan (1910)
- The Woman from Mellon's (1910)
- The Last Deal (1910)
- The Call (1910)
- On the Reef (1910)
- Her Terrible Ordeal (1910)
- The Dancing Girl of Butte (1910)
- The Rocky Road (1910)
- Choosing a Husband (1909)
- To Save Her Soul (1909)
- In a Hempen Bag (1909)
- The Test (1909)
- A Corner in Wheat (1909)
- The Mountaineer's Honor (1909)
- The Open Gate (1909)
- A Midnight Adventure (1909)
- A Sweet Revenge (1909)
- Two Women and a Man (1909)
- The Light That Came (1909)
- The Restoration (1909)
- Nursing a Viper (1909)
- The Gibson Goddess (1909)
- What's Your Hurry? (1909)
- Lines of White on a Sullen Sea (1909)
- In the Watches of the Night (1909)
- The Expiation (1909)
- His Lost Love (1909)
- Pippa Passes; or, The Song of Conscience (1909)
- Wanted, a Child (1909)
- The Broken Locket (1909)
- The Children’s Friend (1909)
- Getting Even (1909)
- The Hessian Renegades (1909)
- The Little Darling (1909)
- The Mills of the Gods (1909)
- Oh, Uncle! (1909)
- The Seventh Day (1909)
- His Wife’s Visitor (1909)
- Mrs. Jones' Lover; or, 'I Want My Hat' (1909)
- With Her Card (1909)
- Mr. Jones' Burglar (1909)
- A Strange Meeting (1909)
- The Slave (1909)
- A Convict's Sacrifice (1909)
- Jealousy and the Man (1909)
- The Renunciation (1909)
- The Friend of the Family (1909)
- Tender Hearts (1909)
- Wiejski lekarz (The Country Doctor) (1909) (Nie wymieniony w napisach)
- The Way of Man (1909)
- The Mexican Sweethearts (1909)
- The Peachbasket Hat (1909)
- Was Justice Served? (1909)
- The Faded Lilies (1909)
- Her First Biscuits (1909)
- The Son's Return (1909)
- A New Trick (1909)
- What Drink Did (1909)
- Eradicating Aunty (1909)
- Eloping with Auntie (1909)
- Two Memories (1909)
- The Jilt (1909)
- A Baby's Shoe (1909)
- The French Duel (1909)
- Jones and the Lady Book Agent (1909)
- The Note in the Shoe (1909)
- One Busy Hour (1909)
- The Eavesdropper (1909)
- Tis an Ill Wind That Blows No Good (1909)
- The Drive for a Life (1909)
- Confidence (1909)
- A Sound Sleeper (1909)
- The Winning Coat (1909)
- A Rude Hostess (1909)
- Schneider's Anti-Noise Crusade (1909)
- The Road to the Heart (1909)
- Trying to Get Arrested (1909)
- A Drunkard's Reformation (1909)
- Jones and His New Neighbors (1909)
- The Medicine Bottle (1909)
- A Burglar's Mistake (1909)
- And a Little Child Shall Lead Them (1909)
- The Voice of the Violin (1909)
- I Did It (1909)
- The Lure of the Gown (1909)
- The Salvation Army Lass (1909)
- The Roue's Heart (1909)
- The Wooden Leg (1909)
- A Fool's Revenge (1909)
- His Wife’s Mother (1909)
- The Prussian Spy (1909)
- At the Altar (1909)
- The Golden Louis (1909)
- The Politician's Love Story (1909)
- The Hindoo Dagger (1909)
- The Joneses Have Amateur Theatricals (1909)
- The Curtain Pole (1909)
- His Ward's Love (1909)
- Tragic Love (1909)
- Edgar Allan Poe (1909)
- A Wreath in Time (1909)
- The Brahma Diamond (1909)
- The Girls and Daddy (1909)
- The Cord of Life (1909)
- Te okropne kapelusze (Those Awful Hats) (1909)
- The Welcome Burglar (1909)
- The Fascinating Mrs. Francis (1909)
- Mr. Jones Has a Card Party (1909)
- The Criminal Hypnotist (1909)
- Those Boys! (1909)
- A Rural Elopement (1909)
- The Sacrifice (1909)
- The Honor of Thieves (1909)
- Love Finds a Way (1909)
- Mrs. Jones Entertains (1909)
- The Maniac Cook (1909)
- The Helping Hand (1908)
- Mr. Jones at the Ball (1908)
- The Christmas Burglars (1908)
- An Awful Moment (1908)
- The Test of Friendship (1908)
- The Reckoning (1908)
- The Feud and the Turkey (1908)
- The Valet's Wife (1908)
- Money Mad (1908)
- The Clubman and the Tramp (1908)
- A Woman's Way (1908)
- The Ingrate (1908)
- The Song of the Shirt (1908)
- The Guerrilla (1908)
- The Taming of the Shrew (1908)
- The Pirate's Gold (1908)
- Concealing a Burglar (1908)
- The Call of the Wild (1908)
- Romance of a Jewess (1908)
- The Planter's Wife (1908)
- The Vaquero's Vow (1908)
- Ingomar, the Barbarian (1908)
- Father Gets in the Game (1908)
- The Zulu's Heart (1908)
- The Devil (1908)
- The Stolen Jewels (1908)
- A Smoked Husband (1908)
- Where the Breakers Roar (1908)
- The Heart of O’Yama (1908)
- The Red Girl (1908)
- Behind the Scenes (1908)
- The Girl and the Outlaw (1908)
- Betrayed by a Handprint (1908)
- For a Wife’s Honor (1908)
- Balked at the Altar (1908)
- For Love of Gold (1908)
- The Fatal Hour (1908)
- The Man and the Woman (1908)
- The Greaser's Gauntlet (1908)
- A Calamitous Elopement (1908)
- The Bandit's Waterloo (1908)
- The Red Man and the Child (1908)
- At the Crossroads of Life (1908)
- The Outlaw (1908)
- Mixed Babies (1908)
- Ostler Joe (1908)
- When Knights Were Bold (1908)
- The Music Master (1908)
- Old Isaacs, the Pawnbroker (1908)
- When Knighthood Was in Flower (1908)

## Aktor
- San Francisco (1936)
- Enoch Arden (1915)
- Two Daughters of Eve (1912)
- A Close Call (1912)
- The Adventures of Billy (1911)
- The Hessian Renegades (1909)
- At the Altar (1909)
- The Politician's Love Story (1909)
- The Girls and Daddy (1909)
- Ingomar, the Barbarian (1908)
- The Devil (1908)
- The Stolen Jewels (1908)
- The Heart of O’Yama (1908)
- The Red Girl (1908)
- Balked at the Altar (1908)
- The Fatal Hour (1908)
- A Calamitous Elopement (1908)
- Deceived Slumming Party (1908)
- The Black Viper (1908)
- The Stage Rustler (1908)
- The Kentuckian (1908)
- At the Crossroads of Life (1908)
- At the French Ball (1908)
- The Man in the Box (1908)
- The Invisible Fluid (1908)
- Ostler Joe (1908)
- The Music Master (1908)
- The Sculptor's Nightmare (1908)
- The King’s Messenger (1908)
- Hulda's Lovers (1908)
- King of the Cannibal Islands (1908)
- A Famous Escape (1908)
- Old Isaacs, the Pawnbroker (1908)
- Caught by Wireless (1908)
- Her First Adventure (1908)
- The Yellow Peril (1908)
- The Princess in the Vase (1908)
- Cupid’s Pranks (1908) (uncredited)
- Classmates (1908) (uncredited)
- Falsely Accused! (1908)
- Rescued from an Eagle's Nest (1908)
- Professional Jealousy (1908)
- When Knighthood Was in Flower (1908)